# 盧多維西 (喬治亞州)
盧多維西（英語：Ludowici）是一個位於美國喬治亞州朗縣的城市。根據2010年美國人口普查，該地人口為1703人，而該地的面積約為5.70平方千米。同時該地也是朗縣的縣治。

## 地理
盧多維西的座標為31°42′38″N 81°44′40″W / 31.71056°N 81.74444°W，而該地的平均海拔高度為20米（即66英尺）。